# 아프톤블라데트

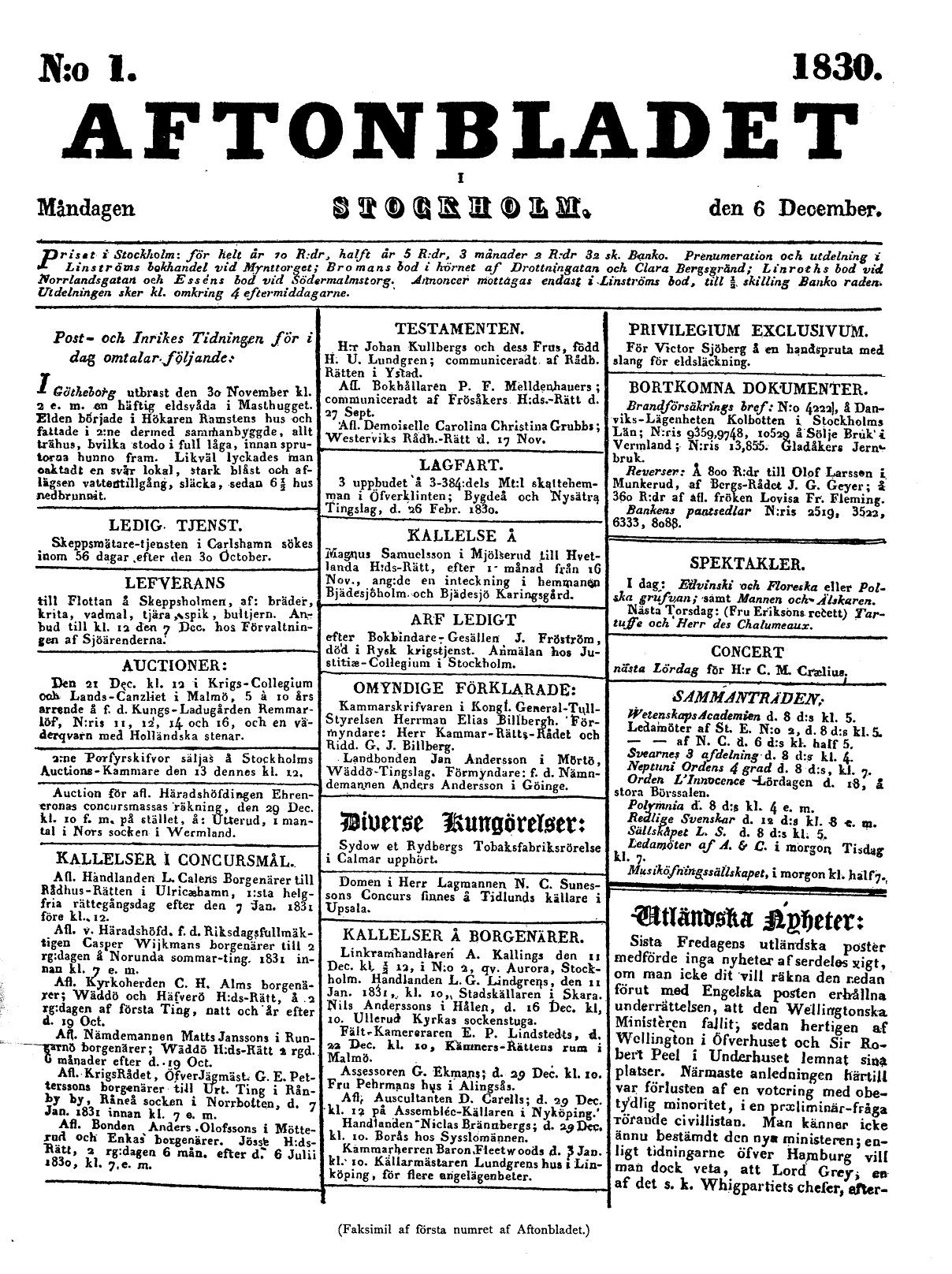

아프톤블라데트(Aftonbladet, 석간)는 1930년 스웨덴의 근대화 당시 라스 요한 히에르타가 창간한 스웨덴의 신문이다. 현재 스칸디나비아에서 가장 많이 읽는 신문이다. 스톡홀름, 예테보리, 말뫼에 사무실이 있다.

## 역사
창간 이후 여러 가지 정치적 성향을 띠었다. 초반에는 진보적이었지만 1890년과 1921년 하랄드 솔만 편집장 밑에서는 보수적이었다. 제1차세계대전에는 자본의 대부분이 독일 정부에게 주어졌다.
인터넷의 중요성을 가장 먼저 이해한 신문으로, 1994년 8월부터 인터넷에 올려졌다. 스웨덴에서 가장 많이 방문하는 5개의 웹사이트 중 하나이다.